# Lisa Schmitz
Lisa Schmitz (Bielefeld, 7 luglio 1994) è una calciatrice tedesca, portiere del Wolfsburg e della  nazionale tedesca.
In carriera ha indossato le maglie delle formazioni giovanili della nazionale tedesca dalla Under-15 alla Under-19, ottenendo con la Under-17 il titolo di campione d'Europa all'edizione 2008 e un terzo posto al Mondiale di Nuova Zelanda 2008 e con l'Under-19 il titolo continentale a Italia 2011.

## Palmarès

### Club
- Campionato tedesco di seconda divisione: 1

Bayer Leverkusen: 2009-2010

### Nazionale
- Campionato d'Europa under 19: 1

2011
- Campionato d'Europa under 17: 1

2008